# DevilDriver
I DevilDriver sono un gruppo musicale groove metal/melodic death metal di Santa Barbara, Stati Uniti, creato nel 2002 da Dez Fafara dopo lo scioglimento dei Coal Chamber, deluso dal genere che aveva intrapreso il gruppo.

## Storia del gruppo

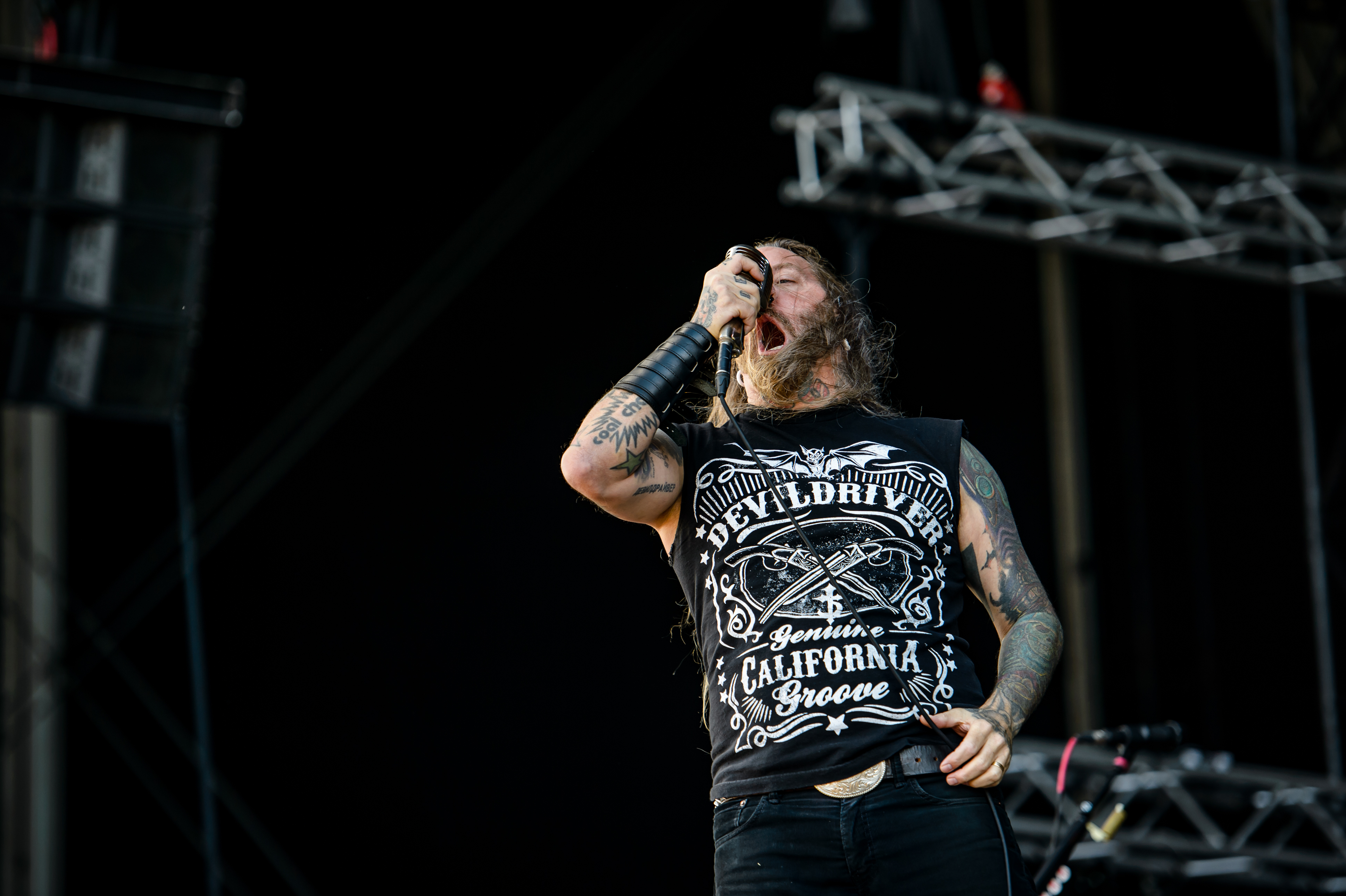
Dez Fafara

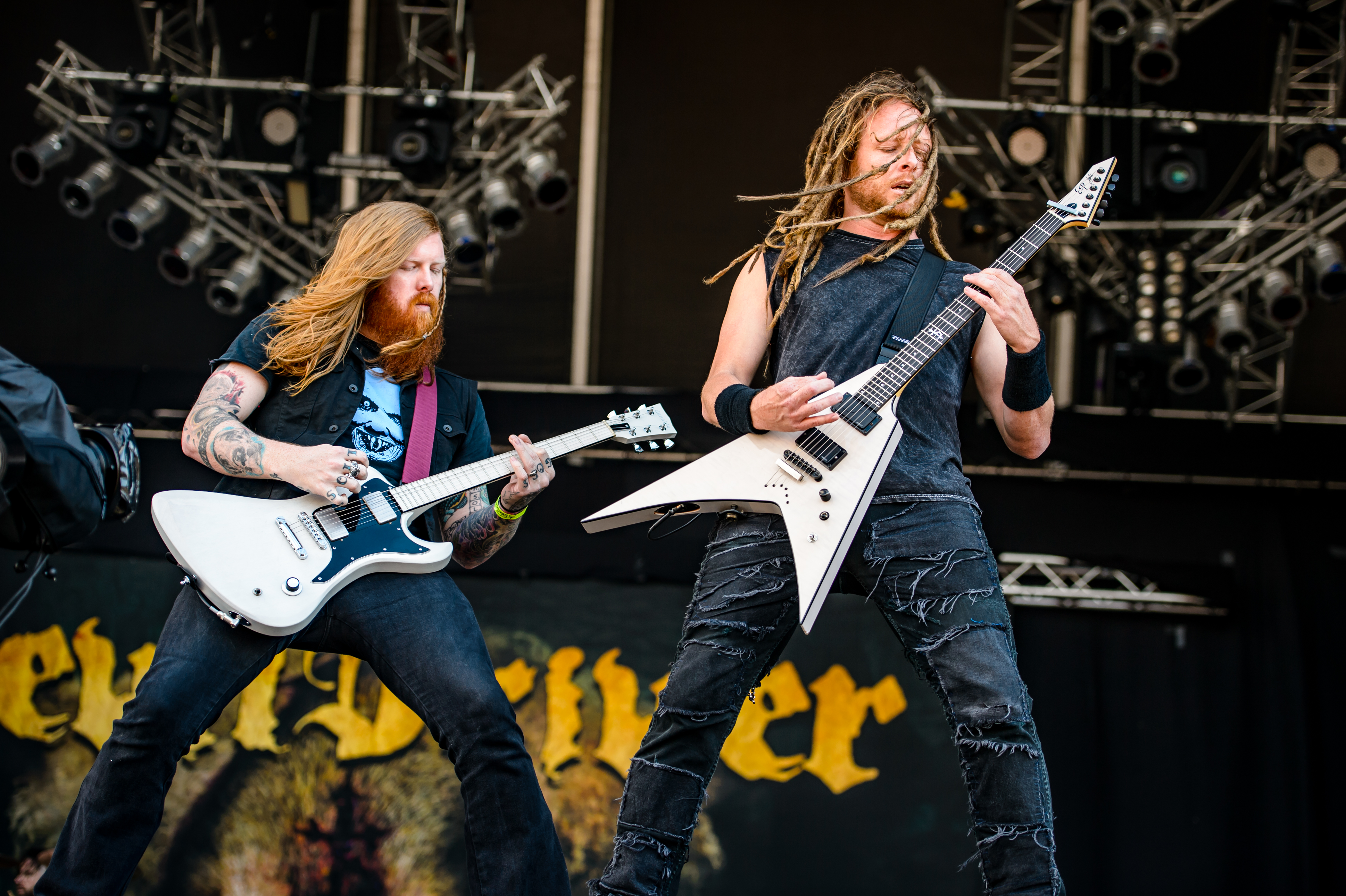
Neal Tiemann e Mike Spreitzer

Il gruppo venne fondato da Dez Fafara, insieme ai chitarristi Evan Pitts e Jeff Kendrick al bassista Jon Miller e al batterista John Boecklin. Originariamente assunsero il nome di Deathride, ma in seguito per problemi di copyright (il nome era già stato assunto da numerose band) lo cambiarono in DevilDriver.
Il loro album di debutto fu chiamato appunto DevilDriver, uscito nei negozi il 23 ottobre 2003 prodotto dalla Roadrunner Records; tale album non ebbe però grande fortuna in quanto non apprezzato da numerosi critici musicali. Nel 2004 furono convocati per creare la colonna sonora del film Resident Evil: Apocalypse.
Un nuovo album The Fury of Our Maker's Hand fu pubblicato nel 2005 e fu ben accettato dai fan e dai critici. Così la band partì per un tour di supporto all'album che prevedeva tappe negli Stati Uniti, in Europa e in Australia.

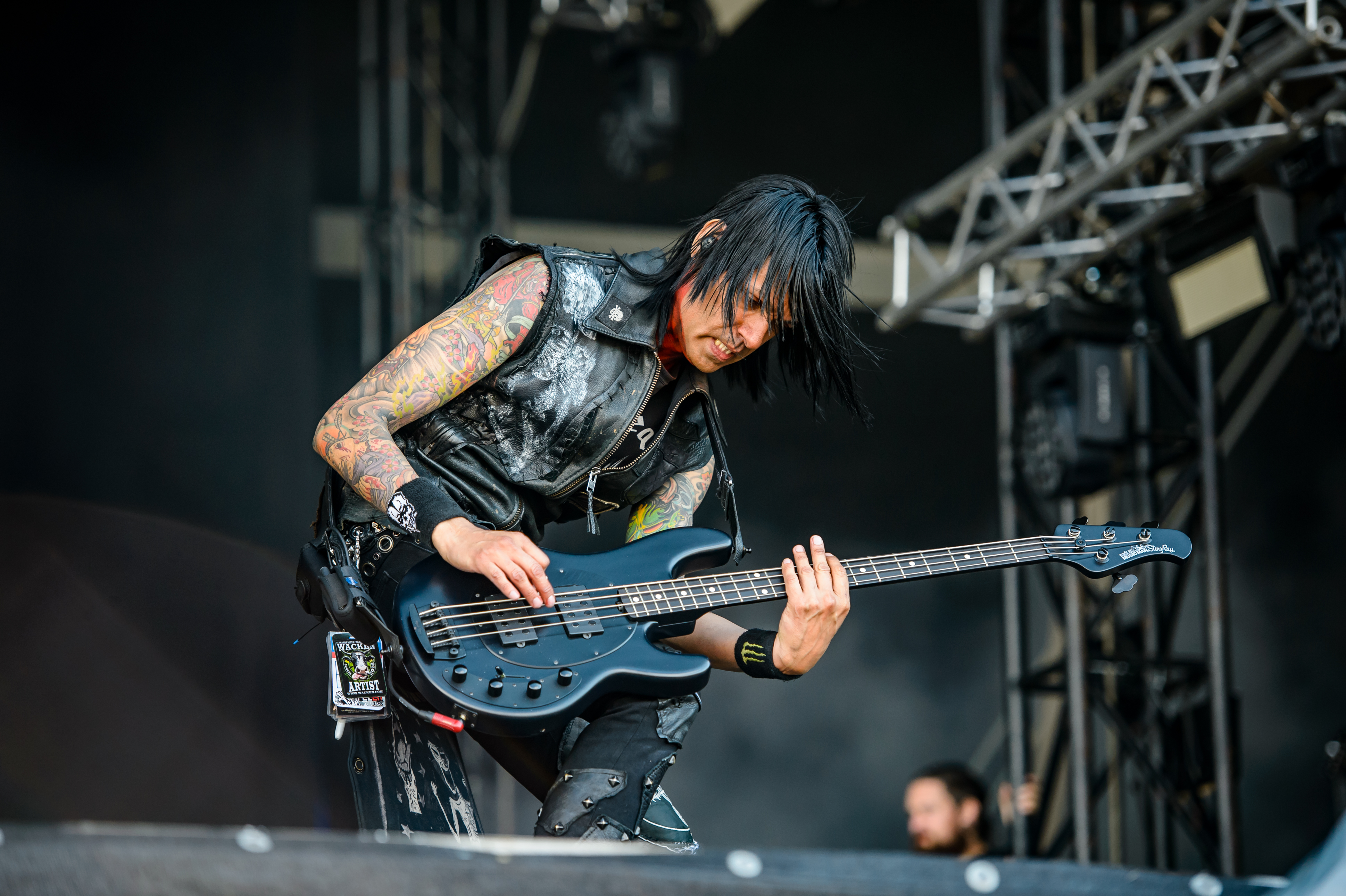
Diego Ibarra

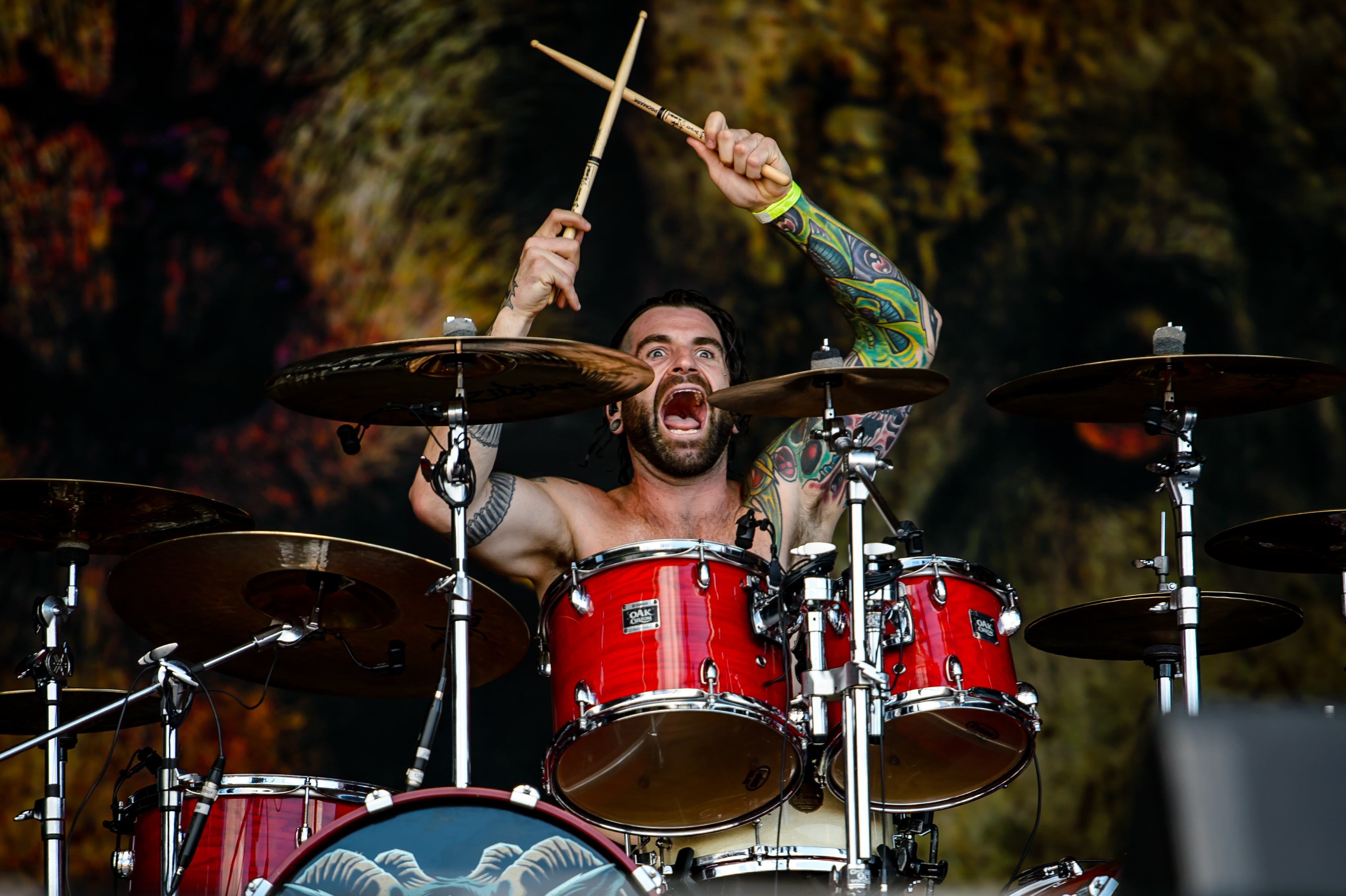
Austin D'Amond

Il 16 giugno 2007 viene commercializzato in Australia e poi in Europa il loro terzo album The Last Kind Words. Durante l'esibizione al Download Festival 2007 la band tentò di entrare nel guinness dei primati realizzando il circle pit più grande del mondo, record rifiutato dall'associazione sostenendo l'impossibilità di determinare l'inizio o la fine fisica di un pit.
Il 13 luglio 2009 la band pubblica il quarto album di studio dal titolo Pray for Villains e sotto l'etichetta Roadrunner Records.
Il loro quinto album in studio, dal titolo Beast è uscito sotto la Roadrunner Records il 22 febbraio 2011; all'inizio del 2011, la band ha dichiarato sul sito che il bassista Jon Miller non prenderà parte ai progetti della band per i prossimi mesi poiché, stando a quanto dichiarato dalla band, Jon è in disintossicazione per l'abuso di alcool e droghe.

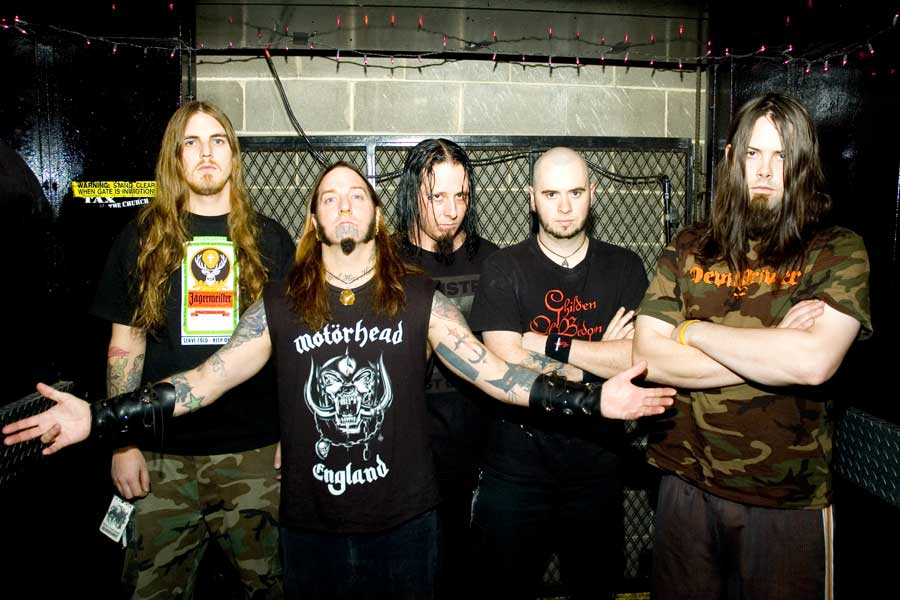
Foto di gruppo dei DevilDriver nel 2004

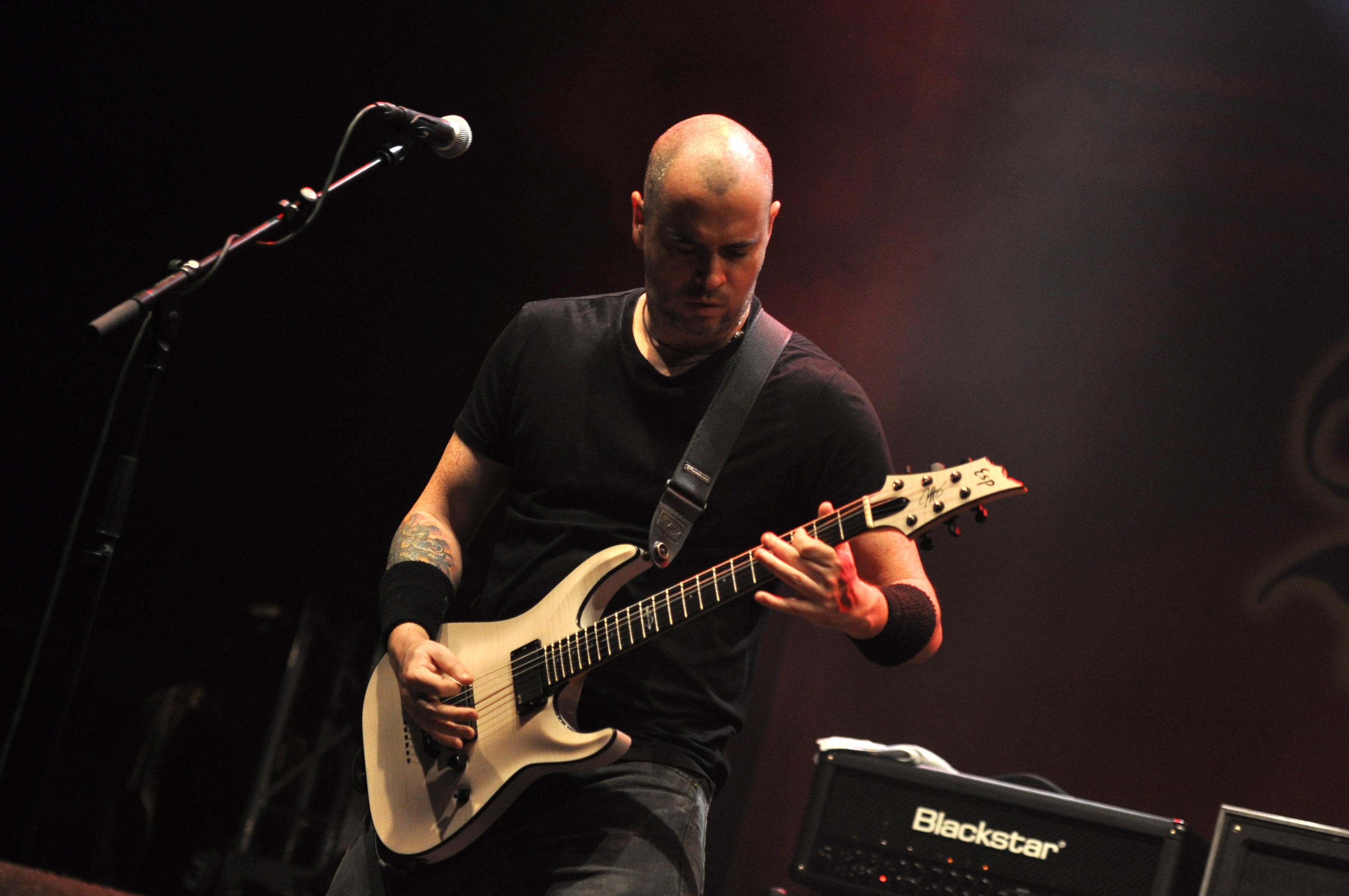
Jeff Kendrick con i DevilDriver al Paaspop 2014

Nel giugno 2012 firmano con la Napalm Records, con la quale pubblicheranno nell'agosto del 2013 il loro sesto album in studio, Winter Kills.
Il 19 novembre 2015 annunciarono il loro settimo album Trust No One, pubblicato il 13 maggio 2016 con etichetta Napalm Records.

## Logo
Il simbolo della band si chiama "Cross of Confusion", e ha un significato preciso: mettere in dubbio la validità del cristianesimo. Il simbolo è stato scelto dallo stesso Dez che l'ha trovato su un libro che ha ispirato il nome stesso della band "DevilDriver".

## Formazione

### Formazione attuale
- Dez Fafara - voce (2003-presente)
- Mike Spreitzer - chitarra (2004-presente)
- Alex Lee - chitarra (2022-presente)
- Jon Miller – basso (2003-2011; 2022-presente)
- Davier Pérez – batteria (2022-presente)

### Ex componenti
- Neal Tiemann - chitarra (2015-2021)
- John Boecklin – batteria (2003-2014)
- Jeff Kendrick – chitarra (2003-2014)
- Evan Pitts – chitarra (2003-2004)
- Chris Towning – basso (2013-2016)
- Austin D'Amond - batteria (2015-2022)
- Diego "Ashes" Ibarra - basso (2016-2022)

### Turnisti
- Patrick Lachman – basso (2008)
- Kevin Talley – batteria (2008, 2010, 2011)
- Aaron Patrick – basso (2010-2012)
- Christopher Towning – basso (2012-2013)
- Cody Haglund - chitarra (2021-2022)

## Discografia
Album in studio
- 2003 – DevilDriver

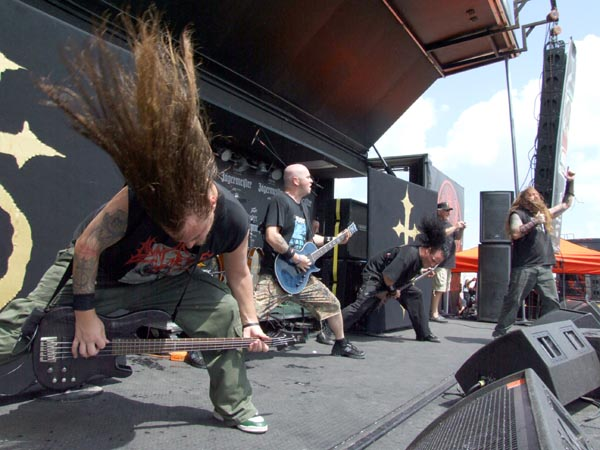
I DevilDriver all'Ozzfest nel 2007

- 2005 – The Fury of Our Maker's Hand
- 2007 – The Last Kind Words
- 2009 – Pray for Villains
- 2011 – Beast
- 2013 – Winter Kills
- 2016 – Trust No One
- 2018 – Outlaws 'till the end: vol. 1
- 2020 – Dealing with Demons, Volume I

Partecipazioni
- 2003 – Freddy vs. Jason - Swinging the Dead
- 2004 – Resident Evil: Apocalypse Soundtrack - Digging Up the Corpses

## Videografia

### Videoclip
- I Could Care Less
- Nothing's Wrong?
- Hold Back the Day
- End of the Line
- Not All Who Wander Are Lost
- Clouds Over California
- Pray for Villains
- Fate Stepped In
- Another Night in London
- Dead to Rights
- The Appetite